# Adrien Henri Maas Geesteranus
Adrien Henri Maas Geesteranus (Arnhem 9 juli 1873-Blaricum 15 juni 1965) was een ambtenaar in Nederlands-Indië die onder andere heeft gediend als Resident van Madoera en Semarang en later directeur van het binnenlands bestuur was.

## Jeugd en opleiding
Adrien Henri (Henri) werd geboren op 9 juli 1873 te Arnhem als zoon van Frederik Anton Maas Geesteranus en Iza Cornelia Maria van Houten. Maas Geesteranus heeft in Arnhem de lagere school bezocht. Door een spierafwijking heeft zijn rechterooglid van jongs af aan niet gefunctioneerd, maar dat heeft hem er niet van weerhouden te gaan studeren en carrière te maken. Hij studeerde in Delft waar hij zijn groot-ambtenaars-examen met succes heeft behaald. Als "jong ambtenaar ter beschikking gesteld van de Gouverneur-generaal" kwam hij op 18 december 1895 te Batavia aan.

## Carrière als ambtenaar
In juni 1898 werd hij bevorderd tot aspirant-controleur en in de residentie Rembang geplaatst. Echter werd hij eind juli belast met het bestuur van Bodjonegoro en werkte onder de Assistent-resident aldaar. In december ging hij wegens ziekte voor een maand met verlof. Eind maart 1900 werd hij benoemd tot waarnemend Controleur van Bodjonegoro. In juni werd hij overgeplaatst naar de afdeling Blora. In januari 1901 kreeg hij ook tijdelijk het bestuur over de afdeling Panolan. In januari 1902 ging hij voor zes maanden met verlof. Op 25 april 1902 werd hij bevorderd tot controleur. Bij terugkomst op 1 november 1902 werd hij als controleur geplaatst in de residentie Semarang. Hij werd op 12 november 1902 overgeplaatst naar de afdeling Godong . In september 1903 nam hij voor 14 dagen het bestuur van Demak waar. In 1904 kreeg hij 300 gulden voor zijn extra verdiensten en uitgaven. In april 1907 werd hij overgeplaatst van Salatiga naar Batavia. In mei 1907 werd hij belast met het bestuur van Poerwakarta. Op 5 juni 1909 ging hij wegens langdurige dienst voor een jaar met verlof. Tijdens zijn verlof heeft hij op de Nederlandsch Indische Bestuursacademie gezeten. In oktober 1911 werd hij weer tot controleur benoemd. Vanaf juli 1912 werkte hij in Bandoeng als gewestelijk secretaris der Preanger regentschappen. In februari 1916 legde hij met succes het klein notaris examen af.
op 15 mei 1916 werd hij benoemd tot Assistent-resident van Kendal. Op 15 maart 1917 is hij tijdens een picknick gevallen, waarna hij een rib brak. Tijdens de vergaderingen van de residentie Semarang zetten hij zich in voor de stad Kendal, die geteisterd werd door overstromingen.
Op 9 december 1918 werd hij benoemd tot assistent-resident van Tjiandjoer. In 1919 was hij van mening dat er een raad moest zijn, niet voor één bevolkingsgroep, maar voor meerdere. Ook benadrukte hij het belang van de te boren waterput en vond hij dat er, vanwege de afstand, in Tjiandjoer een nieuwe motor-brandspuit moest komen.
In september 1919 moest hij de desaweg tussen Djati en Soekarama verbeteren. Dit zou 2700 gulden kosten. Maas Geesteranus verzocht de raad om alvast een gedeelte te betalen, omdat de aanleg van deze weg van groot belang voor de plaatsen was. In oktober 1920 behoorde hij tot het comité dat voor de vertrekkende resident De Stuers een huldeblijk wegens diens trouwe dienst moest organiseren. In juni 1921 vroeg hij geld voor bruggen in zuid-Tjiandjoer. Zijn verzoek werd ingewilligd. Op Koninginnedag 1921 hield hij een toespraak waarin hij vertelde dat op Koninginnedag iedereen zich één voelt. Ten behoeve van het Binnenlands Bestuur Congres in februari 1922 te Weltevreden schreef hij als assistent-resident van Tjiandjoer een verhandeling met de titel  “Aantekeningen omtrent de praktijk der ontvoogding in de afdeling Tjiandjoer”. In mei 1922 ging hij met één jaar verlof. Hem was geadviseerd om van dit verlof af te zien omdat hij op de nominatie stond om resident te worden, maar hij besloot toch met verlof te gaan. Daarvoor waren de belangrijkste redenen dat hij na tien jaar zijn moederland weer wilde zien, dat het de gezondheid van zijn vrouw waarschijnlijk ten goede zou komen en dat zijn oudste zoon in Delft zou gaan studeren.
Bij terugkomst op 16 mei 1923 werd hij benoemd tot assistent-resident van Tegal . Dit was echter van korte duur want op 13 december 1923 werd hij benoemd tot resident van Madoera . Hij was een mogelijke kandidaat voor het residentschap van Soerabaja, maar die functie ambieerde hij niet. Op 30 september 1924 aanvaardde hij wel de positie van resident van Semarang, waar hij enige jaren daarvoor als controleur had gewerkt. Zijn installatie was, op eigen verzoek, zeer eenvoudig. Dit deed hij uit eerbetoon voor de vroegere gewesthoofden. Op 7 januari 1925 waren hij en zijn vrouw aanwezig bij het uitzwaaien van een groep vliegers, waaronder Jan Thomassen à Thuessink van der Hoop, die met hun Fokker van Semarang naar Djokjakarta vlogen. In april 1925 kregen zij bezoek van de prins en prinses van Schaumburg-Lippe.
Op 16 juli 1925 werd hij benoemd tot directeur van hij binnenlands bestuur. Als hulde werd er door de burgerij van Semarang een fakkeloptocht gehouden met Chinese draken en vuurwerk. Op 31 augustus 1926 werd hij benoemd tot ridder in de orde van de Nederlandse Leeuw. Hij bleef directeur tot 1930 waarna hij met pensioen ging.
Hij overleed op 15 juni 1965 te Blaricum.

## Huwelijk en gezin
Hij trouwde op 25 mei 1903 in Poerwodadi met Marie van Houten. Met haar kreeg hij drie kinderen:
1. Jan Albert Maas Geesteranus, geboren op 22 maart 1904 te Godong
2. Walrave Maas Geesteranus, geboren op 8 februari 1907 te Salatiga
3. Rudolf Arnold Maas Geesteranus, geboren op 20 januari 1911 te Den Haag

Zijn vrouw Marie overleed op 4 juni 1945 in Den Haag. Hij bleef weduwnaar.